# Elecciones estatales de Nayarit de 1981
Las Elecciones estatales de Nayarit de 1981 se llevaron a cabo el domingo 28 de junio de 1981, y en ellas se renovaron los siguientes cargos de elección popular en el estado mexicano de Nayarit:
- Gobernador de Nayarit. Titular del Poder Ejecutivo del estado, electo para un periodo de seis años no reelegibles en ningún caso, el candidato electo fue Emilio M. González.
- 19 ayuntamientos. Compuestos por un Presidente Municipal y regidores, electos para un periodo de tres años no reelegibles para el periodo inmediato.
- Diputados al Congreso del Estado. Electos por mayoría relativa en cada uno de los Distrito Electorales.

## Resultados electorales

### Gobernador
|  | 81.7 % |

|  | 81.7 % |

|  | 15.0 % |

|  | 1.0 % |

|  | 1.8 % |

|  | 0.2 % |

|  | 100.00 % |

### Ayuntamientos
| Partido/Alianza | Partido/Alianza                             | Municipios |
| --------------- | ------------------------------------------- | ---------- |
|                 | Partido Revolucionario Institucional        | 19         |
|                 | Partido Acción Nacional                     | 0          |
|                 | Partido Auténtico de la Revolución Mexicana | 0          |
|                 | Partido Comunista Mexicano                  | 0          |
|                 | Partido Demócrata Mexicano                  | 0          |
|                 | Partido Popular Socialista                  | 0          |
|                 | Partido Socialista de los Trabajadores      | 0          |

Fuente: Instituto de Mercadotecnia y Opinión

#### Ayuntamiento de Tepic
- José Manuel Rivas Allende  Hecho

#### Ayuntamiento de Santiago Ixcuintla
- Nicolás Carrillo Palmera  Hecho

#### Ayuntamiento de Compostela
- Alejandro González Sánchez  Hecho

#### Ayuntamiento de Ixtlán del Río
- José Ramón Parra Rivera  Hecho

#### Ayuntamiento de Acaponeta
- Jorge Ortiz Escobedo  Hecho

#### Ayuntamiento de Santa María del Oro
- Enrique Fletes Arjona  Hecho